# Holoschkuhria
Holoschkuhria es un género monotípico de plantas fanerógamas perteneciente a la familia de las asteráceas. Su única especie Holoschkuhria tetramera,  es originaria de Perú. Amazonas: Provincia de Luya. Camporredondo, Localidad Jaipe, en el bosque primario, a una altitud de 2050 metros.

## Taxonomía
Holoschkuhria tetramera fue descrita por Harold E. Robinson y publicado en Compositae Newsletter 38: 48–50, f. 1. 2002.